# Shatter (Triptykon)
Shatter è un EP dei Triptykon pubblicato nel 2010.
In un tempo di riproduzione di circa 28 minuti, Shatter EP è composto quasi interamente da brani inediti.
Shatter è disponibile in diversi formati: CD, download digitale, vinile (33 giri). L'EP inoltre contiene anche i testi delle canzoni e crediti.

## Lista tracce
1. Shatter - 4:56
2. I am the Twilight - 7:59
3. Crucifixus - 4:18
4. Circle of the Tyrants - (Live) 5:12
5. Dethroned Emperor - (Live) 5:18

Le tracce 1,2 e 3 sono state registrate durante la sessione del 2009 dell'album Eparistera Daimones. I brani 4 e 5 sono cover dei Celtic Frost, e sono delle registrazioni dell'esecuzione live al Festival di Roadburn a Tilburg nei Paesi Bassi del 16 aprile 2010.

## Crediti
Triptykon
- Tom Gabriel Fischer - voce, chitarra elettrica e produttore
- V. Santura - chitarra, programmazione e voce
- Norman Lonhard  - batteria
- Vanja Slajh - basso elettrico e voce